# Charles Milesi
Charles Roger Claude Milesi (Chaumont-la-Ville, 4 de março de 2001) é um automobilista francês que atualmente compete no Campeonato Mundial de Endurance da FIA pela equipe Alpine Endurance Team, sendo graduado com a categoria Ouro. Seu pai, Patrice Milesi, também é piloto profissional de automobilismo.

## Carreira
Após uma passagem bem-sucedida no kart, Milesi iniciou a carreira nos monopostos em 2017, na Fórmula 4 Francesa. Correu também na Fórmula Renault NEC, Fórmula Renault Eurocup, Toyota Racing Series, Fórmula 3 Japonesa e Super Fórmula Japonesa até 2020, quando passou a disputar provas de endurance - em 2019, participou de um teste de novatos após as 8 Horas do Bahrein, tendo pilotado um protótipo da equipe Racing Team Nederland.

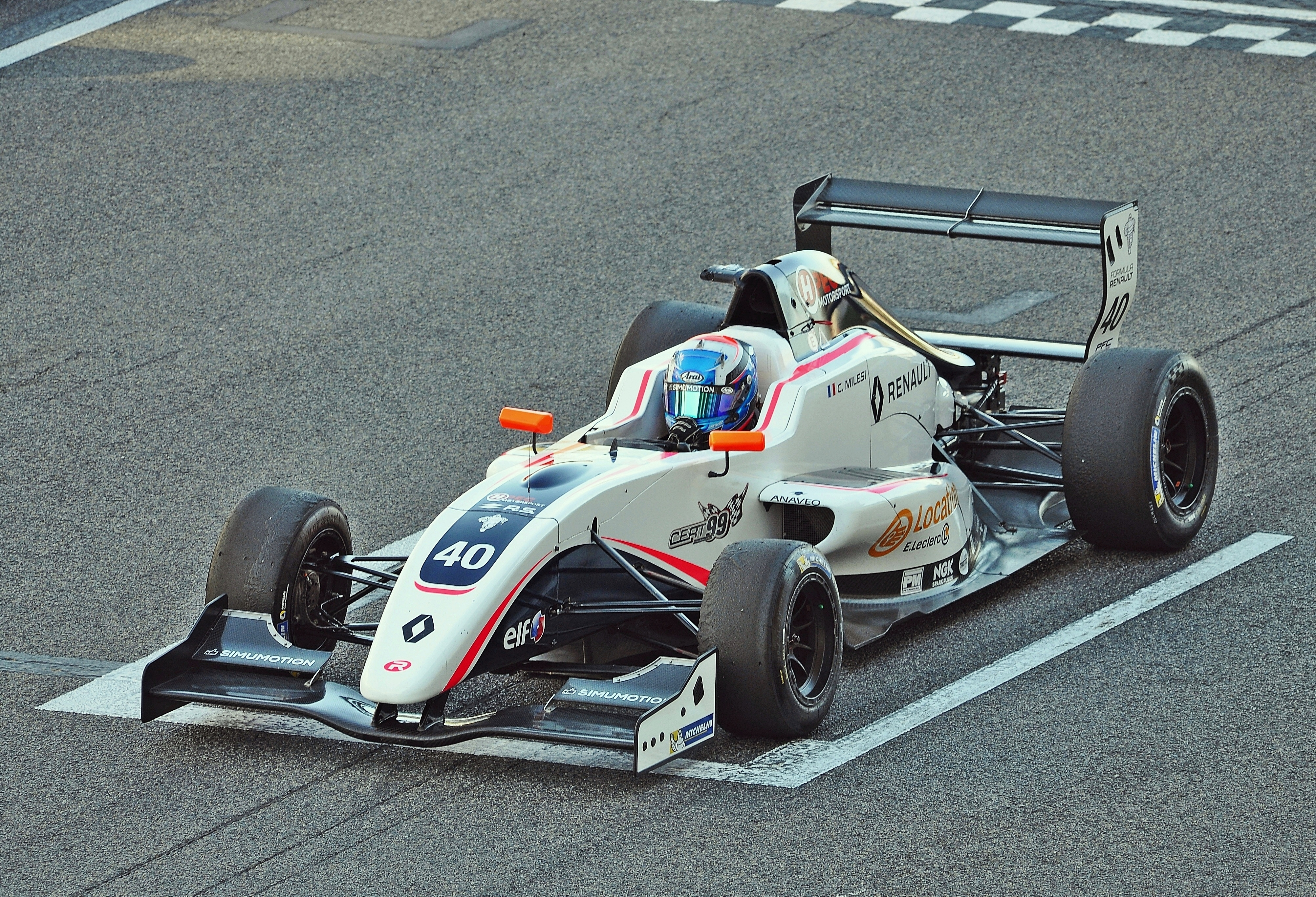
Milesi na Fórmula Renault Eurocup em 2018.

Inscrito para as 24 Horas de Le Mans de 2020 com um Oreca 07 da SO24-HAS Por Graff, teve como companheiros de equipe Vincent Capillaire e James Allen, mas a participação do trio foi encerrada na última hora de prova após Allen (que pilotava o protótipo) sair da pista. Milesi ainda disputou as 4 Horas de Monza pela DragonSpeed e chegou a terminar na terceira posição, mas o Oreca 07 (que teve ainda Ben Hanley e Henrik Hedman) foi desclassificado da prova devido à altura do difusor (206 milímetros, 6 a mais que o permitido)
Sua melhor temporada no endurance foi em 2021, quando conquistou o título da classe LMP2 em parceria com o neerlandês Robin Frijns e o austríaco Ferdinand Habsburg, vencendo em sua classe as 24 Horas de Le Mans, onde terminaria em sexto lugar na classificação geral. Milesi disputou ainda 2 etapas da European Le Mans Series pela Cool Racing.
Após deixar a Team WRT, correu também pela Richard Mille Racing Team (juntamente com Lilou Wadoux e Sébastien Ogier), que mudaria de nome para Alpine Elf Team no ano seguinte.